# Slivno (Šibenik)
Slivno falu Horvátországban Šibenik-Knin megyében. Közigazgatásilag Šibenikhez tartozik.

## Fekvése
Šibeniktől légvonalban 16, közúton 19 km-re keletre, Dalmácia középső részén a Daniloi-mezőtől keletre, a Danilot Perković-csal összekötő út mentén egy völgyben fekszik. A Daniloi-mező keleti kijárata után Orišićán át balra az első településrész Ivići vagy Gornji Ercezi. Mintegy 3-400 méterre egy éles kanyar után érünk a Slivnoi völgybe. Elöl egy magaslaton áll a Szent János templom, míg balra a völgy látóhatárán a Parizovac gerince alatt láthatjuk Varnice és Gornji Crljeni településrészeket. Az Ošljak lejtőjén leereszkedve a mező felett balra sorakoznak Stančići, Bralići, Mrkovići településrészek. A völgy kijáratánál Spomenik után a Gradina alatt találhatók Ercezi és tőle jobbra nyugatra Celići településrészek. A település déli részén halad át az A1-es autópálya.

## Története
A település neve arra utal, hogy itt a völgyben folynak egybe (slivati = összefolyni) a környező hegyek vízfolyásai a völgy aljában kialakítva Slivanjac-patakot és ahol több ismert forrás, a Slivanjac, Jendek, Celića és a Mrkovića is eredtek. Slivno története során mindig Šibenik igazgatási területéhez tartozott. Első említését Šibenik város statutumának megváltoztatásakor 1401-ben, majd ennek kiegészítésekor 1430-ban találjuk. 1470-ben egy okirat szerint Slivno hét főnyi személyzetet adott a török ellen harcoló trogiri gályákra, 1486-ban pedig két főt a šibeniki gályákra. 1499-ben a török kifosztotta a települést és 74 főt hurcolt rabságba. Az 1537 és 1540 között folyt török-velencei háború után Slivno az egykor Šibenikhez tartozott megszállt terület része lett. Következő említése a kandiai háború során (1645-1669) történt, amikor egy Slivnot is érintő összetűzés tört ki. A török uralom idején 1537-től a Klisszai szandzsák része volt. Az 1684 és 1699 között a Zagora területével együtt a moreai háború során szabadult fel végleg a török uralom alól. Ezután 1709-ben a velencei kataszter šibeniki részében szerepel, melyben Danilo és Slivno területének birtokosait (Ristretto della campagna di s. Daniel et contrada di Slivno) írták össze a háztartások és az állatok számával. Egyházilag a török idők kivételével Slivno mindvégig a daniloi plébániához tartozott és ma is oda tartozik. A település 1797-ben a Velencei Köztársaság megszűnésével a Habsburg Birodalom része lett. 1806-ban Napóleon csapatai foglalták el és 1813-ig francia uralom alatt állt. Napóleon bukása után ismét Habsburg uralom következett, mely az első világháború végéig tartott. A falunak 1857-ben 338, 1910-ben 432 lakosa volt. Az I. világháború után rövid ideig az Olasz Királyság, ezután a Szerb-Horvát-Szlovén Királyság, majd Jugoszlávia része lett. Lakossága mezőgazdaságból, szőlőtermesztésből élt. A délszláv háború során a település mindvégig horvát kézen volt. 2011-ben 110 lakosa volt.

## Lakosság

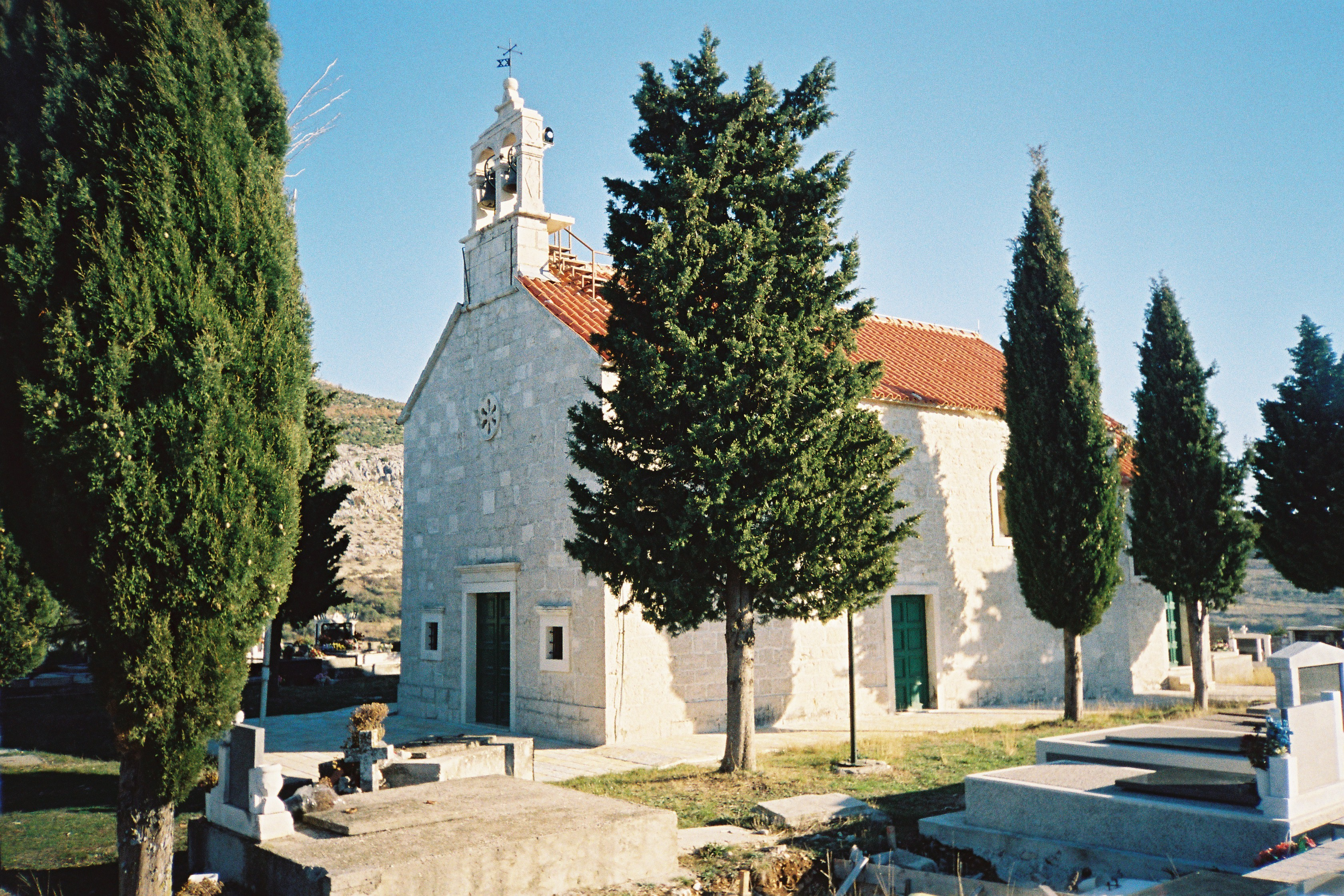
A slivnoi Szent János templom

| Lakosság változása | Lakosság változása | Lakosság változása | Lakosság változása | Lakosság változása | Lakosság változása | Lakosság változása | Lakosság változása | Lakosság változása | Lakosság változása | Lakosság változása | Lakosság változása | Lakosság változása | Lakosság változása | Lakosság változása | Lakosság változása |
| ------------------ | ------------------ | ------------------ | ------------------ | ------------------ | ------------------ | ------------------ | ------------------ | ------------------ | ------------------ | ------------------ | ------------------ | ------------------ | ------------------ | ------------------ | ------------------ |
| 1857               | 1869               | 1880               | 1890               | 1900               | 1910               | 1921               | 1931               | 1948               | 1953               | 1961               | 1971               | 1981               | 1991               | 2001               | 2011               |
| 338                | 348                | 278                | 314                | 342                | 432                | 539                | 502                | 521                | 535                | 510                | 370                | 294                | 180                | 126                | 110                |

## Nevezetességei
Keresztelő Szent János tiszteletére szentelt középkori római katolikus templomát 1428-ban szentelték fel. Ezt 1900-ban lebontották és 1901-ben új, kétszer nagyobb templomot építettek helyette. A márvány főoltárt 1910-ben emelték, rajta található Szent János fából faragott szobra, az oltár két oldalán pedig Szent Rókus és Szent Antal szobrai láthatók. A templomhajó kőből épített oltára a Gyógyító Boldogasszony tiszteletére van szentelve. A templomban a Szűzanyát Szent Jánossal és Szent Rókussal együtt ábrázoló fára festett képe látható, mely helyi mester munkája. Homlokzatán a bejárat mellett két kisebb ablak, felette pedig hatágú rózsaablak látható. Felül az oromzaton áll a pengefalú harangtorony benne két haranggal. A templom körül található a falu temetője.

## Fordítás
Ez a szócikk részben vagy egészben  a   Slivno (Šibenik) című horvát Wikipédia-szócikk ezen változatának fordításán alapul.  Az eredeti cikk szerkesztőit annak laptörténete sorolja fel. Ez a jelzés csupán a megfogalmazás eredetét és a szerzői jogokat jelzi, nem szolgál a cikkben szereplő információk forrásmegjelöléseként.